# Acisklus z Córdoby
Svatý Acisklus z Córdoby (?, Córdoba - 304, Córdoba) byl mučedníkem ve Španělsku. Jeho život je zmíněn svatým Eulogiem z Córdoby.

## Život
Za pronásledování křesťanů císařem Diocletianem byli se svou sestrou sv. Viktorií zatčeni a mučeni. Podle tradice byla Viktorie zabita šípy a Acisklus byl sťat.
Příběh z 10. století vypráví, že římský prefekt Córdoby Dionus, je odsoudil k upálení v peci. Nicméně když je uslyšel, že uvnitř zpívají radostnou píseň a nic se jim nestalo, nechal jim uvázat na krk kameny a vhodit do řeky Guadalquiviry. Oheň mezi tím zabil stovky pohanů.

## Úcta
Se svou sestrou je patronem Córdoby. Jeho svátek se slaví 17. listopadu.